# Jetpack Joyride
Jetpack Joyride — відеогра жанру сайд-скролер, нескінченний ранер/екшн, створена Halfbrick Studios. Спочатку випущена для IOS пристроїв на App Store 1 вересня 2011 року, а згодом гра була портована і на безліч інших систем. Була випущена в Інтернеті, як флеш-версія 11 травня 2012 року, на Android — 28 вересня, на PlayStation Portable (через PlayStation Network, портована на Beatshapers) — 20 листопада, у Північній Америці та в Європі — 21 листопада; на BlackBerry PlayBook — 13 грудня 2012, на PlayStation 3 і PlayStation Vita (через PlayStation Network, портована на Big Ant Studios) — 21 грудня в Європі та 31 грудня у Північній Америці; на BlackBerry 10 — 6 березня 2013, а на Windows Phone 8 і Windows 8 — 5 червня.
Гра має такого ж героя, як і у Monster Dash, Баррі Стейкфрайз (англ. Barry Steakfries), який краде реактивний ранець з надсекретної лабораторії, яким і управляє гравець. Гра отримала дуже схвальні відгуки, і завоювала безліч нагород.

## Сюжет
Баррі Стейкфрайз працює продавцем у комппанії, що виготовляє грамофони, але бізнес невдовзі збанкрутує через падіння продажів. Одного разу, коли він, засмучений, ходив по вулиці, знаходить одну з «надсекретних» лабораторій «Legitimate Research» (укр. Законні дослідження), і бачить реактивний ранець, що оснащений кулеметами. Мріючи про використання реактивного ранця задля добрих справ, Баррі вдирається через стіни до лабораторії та краде експериментальний реактивний ранець з лап науки.

## Ігровий процес
Гра використовує просту, в один дотик, систему контролю реактивного ранця: коли гравець натискає на будь-якому місці сенсорного екрану, то ранець запрацьовує і Баррі піднімається; коли гравець відпускає, то реактивний ранець вимикається, Баррі приземляється та починає бігти по землі. Гравець не контролює його швидкість, тому що він постійно в русі, але може контролювати його рух уздовж вертикальної осі.
Мета гри полягає в тому, щоб подорожувати якомога далі, збирати монети й уникати небезпек, таких як відвідувачі, ракети і лазерні промені високої інтенсивності. У процесі гри час від часу з'являються золоті жетони, що обертаються (Spin Tokens), які гравець може збирати. У кінці кожної гри ці жетони використовуються в гральних автоматах (один жетон дає один запуск), у яких гравець може вигравати різні призи, такі як монети, додаткові жетони та додаткові суперздібності (на одну гру). Також гравець може продати жетони по 50 монет (ігрова валюта) за одиницю.
Коробки з шестернями, кольору веселки, також можуть бути знайдені протягом гри. При дотику персонажем, ці коробки забезпечують Баррі транспортним засобом доти, доки він не зіткнеться з перешкодою. Доступні засоби пересування: «Lil' Stomper» (робот), «Bad As Hog» (чоппер), «Mr. Cuddles» (робо-дракон), «Crazy Freaking Teleporter» (телепорт), «Gravity Suit» (такий ж костюм, який використовується Gravity Guy, надаючи такі ж здібності), «Profit Bird» (птахоподібний літак, який викидає банкноти), і «Wave Rider» (гідроцикл). Також, доступний з 1 січня 2014, «Sleigh of Awesome» (сани, запряжені двома оленями). Ці транспортні засоби також можна модернізувати за монети у «Сховку» («The Stash», магазин гри). У наступному оновленні була запроваджена «Strong Arm Machine» (S.A.M.) (укр. Сильнорука машина). Єдиними перешкодами на шляху, під час носіння S.A.M., постають ракети, які гравець повинен відбивати, керуючи руками машини. Ця машина, на відміну від інших, доступна тільки у тому разі, якщо гравець збере три частини головоломки, складання надпису «SAM», за один день. Якщо гравець активує S.A.M. п'ять днів поспіль, то стануть доступними спеціальні костюми.
У Сховку також можна купити естетичні оновлення, такі як одяг для персонажа та різні реактивні ранці. Більшість із цих предметів не змінюють геймплей у будь-якому випадку, хоча альтернативні реактивні ранці можуть бути корисними у виконанні деяких місій, досягнень (наприклад, проходження певної відстані без шкоди для будь-яких вчених). Лімітовані допоміжні предмети також у продажу, як додаткові оновлення для транспортних засобів та різних гаджетів. Гаджети забезпечують постійні удосконалення для персонажа, але Баррі може бути оснащений тільки двома пристроями одночасно. Гравці також можуть отримати доступ до свого профілю у Сховку, переглядати досягнення на Game Center та Google Play Games, і купувати ігрову валюту за реальні гроші.